# 비제바노

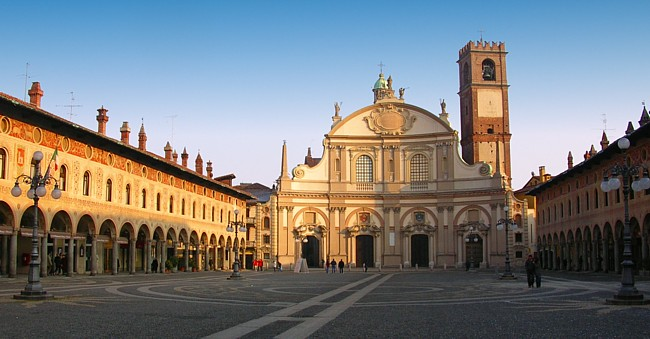

비제바노(Vigevano, 이탈리아어: [viˈdʒɛːvano, -ˈdʒeː-]; 서부 롬바르디아어: Avgevan)는 이탈리아 롬바르디아주 파비아도에 있는 코무네(자치구)이다. 유서 깊은 예술 도시이자 제화 산업으로도 유명하며, 쌀 재배 지역인 로멜리나의 주요 중심지 중 하나이다. 비제바노는 1532년 2월 2일 프란체스코 2세 스포르차 공작의 칙령으로 명예 도시 칭호를 받았다. 도시 중심부에 있는 르네상스 양식의 두칼레 광장(Piazza Ducale)으로 유명하다. 또한 문학과 예술을 기념하는 연례 문화 행사인 라세냐 리테라리아 디 비제바노(Rassegna Litteraria di Vigevano, 비제바노 문학 평론)로도 유명하다. 이 행사에서는 매년 문화계에서 두 명의 저명한 인사에게 국가상과 국제 경력상을 수여한다.

## 역사
비제바노에 대한 가장 오래된 기록은 963년으로 거슬러 올라가는데, 당시 비제바노 성이 문서에 처음 언급되었다. 비제바노는 1154년 파비아의 프리드리히 바르바로사 황제에게 주어졌다.
비제바노는 1201년과 1275년에 밀라노인들에게 포위되어 함락되었다. 1328년, 마침내 아초네 비스콘티에게 항복했고, 이후 밀라노와 정치적 운명을 함께했다. 1445년, 필리포 마리아 비스콘티는 인근 도미니코회 수도원과 함께 산 피에트로 마르티레 성당(순교자 성 베드로)을 건립했다. 비스콘티 가문의 지배 말기에는 프란체스코 1세 스포르차의 포위 공격을 받았다. 스포르차는 롬바르디아에 자리를 잡은 후, 비제바노를 주교좌 소재지로 지정하고 주교좌의 재정 수입을 확보했다.

## 인구
| 연도 | 인구   | ±%     |
| ---- | ------ | ------ |
| 1861 | 17,328 | —      |
| 1871 | 19,833 | +14.5% |
| 1881 | 20,416 | +2.9%  |
| 1901 | 23,560 | +15.4% |
| 1911 | 27,746 | +17.8% |
| 1921 | 30,029 | +8.2%  |
| 1931 | 32,978 | +9.8%  |
| 1936 | 38,039 | +15.3% |

| 연도 | 인구   | ±%     |
| ---- | ------ | ------ |
| 1951 | 43,805 | +15.2% |
| 1961 | 57,069 | +30.3% |
| 1971 | 67,909 | +19.0% |
| 1981 | 65,179 | −4.0%  |
| 1991 | 60,384 | −7.4%  |
| 2001 | 57,450 | −4.9%  |
| 2011 | 60,109 | +4.6%  |
| 2021 | 62,201 | +3.5%  |

## 출신 인물
- 도나토 브라만테: 건축가이자 화가
- 루도비코 스포르차: 밀라노 공작
- 레오나르도 다 빈치: 박식가
- 잔카를로 로타: 수학자이자 철학자

## 자매 도시
- 이탈리아 마테라
- 중화인민공화국 원저우시